# Natividade da Serra
Natividade da Serra is een gemeente in de Braziliaanse deelstaat São Paulo. De gemeente telt 7.674 inwoners (schatting 2009).

## Aangrenzende gemeenten
De gemeente grenst aan Caraguatatuba, Paraibuna, Redenção da Serra, São Luís do Paraitinga en Ubatuba.